# Abbaye de Dobbertin
L'abbaye de Dobbertin est une ancienne abbaye bénédictine située en Allemagne à Dobbertin, dans le Mecklembourg. Elle a été fondée au bord du lac de Dobbertin en 1220 par le prince Henri Borwin Ier de Mecklembourg, sous le patronage de Notre-Dame et ceux secondaires de saint Jean l'Évangéliste et de saint Quirin. Elle est d'abord fondée pour la branche masculine de l'ordre bénédictin, puis est devenue abbaye bénédictine féminine en 1234. C'était l'abbaye la plus importante du Meckembourg. L'abbaye est sécularisée en 1572 à la Réforme protestante et devient une Damenstift, c'est-à-dire une fondation pour dames de l'aristocratie luthérienne désirant vivre en communauté. Elles sont expulsées en 1945, lorsque l'abbaye est transformée en caserne de l'armée soviétique, puis à partir de 1947 en maison de retraite et à partir de 1962 en clinique psychiatrique. Les diaconesses protestantes de Dobbertin ont pris possession de l'ancienne abbaye à la réunification en 1991, renouant avec la vocation chrétienne de l'édifice.

## Architecture

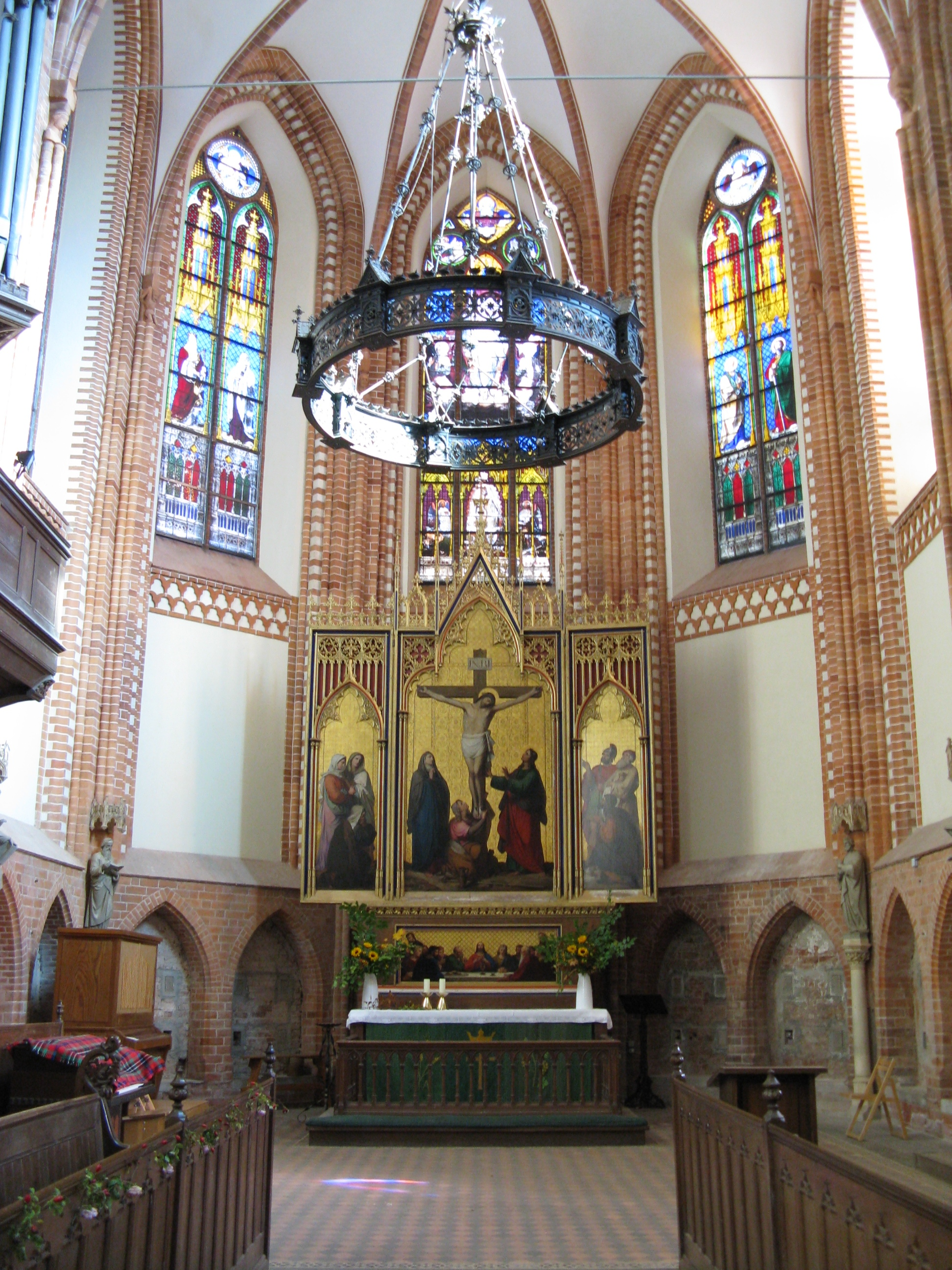
Vue de l'autel
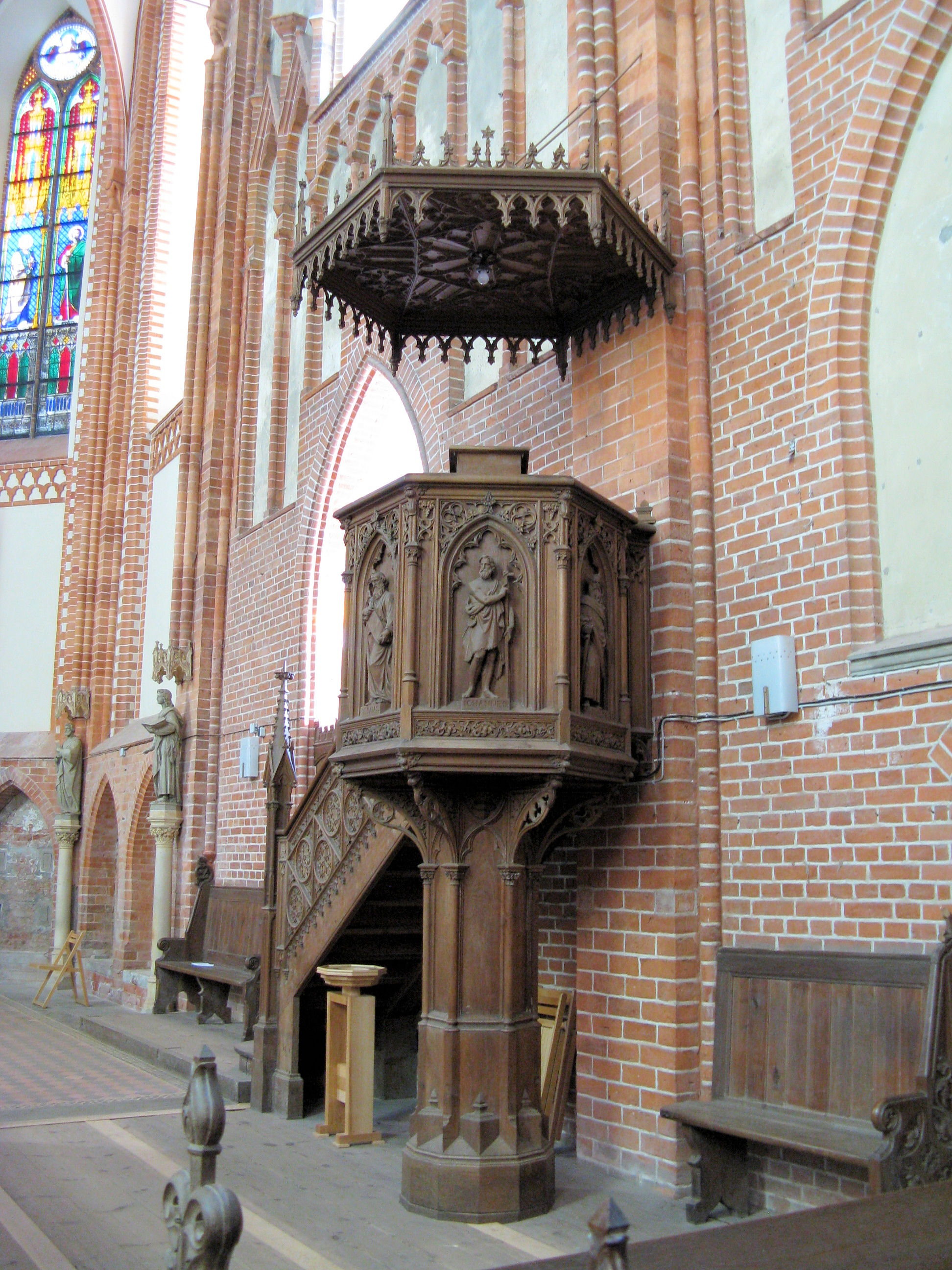
Vue de la chaire
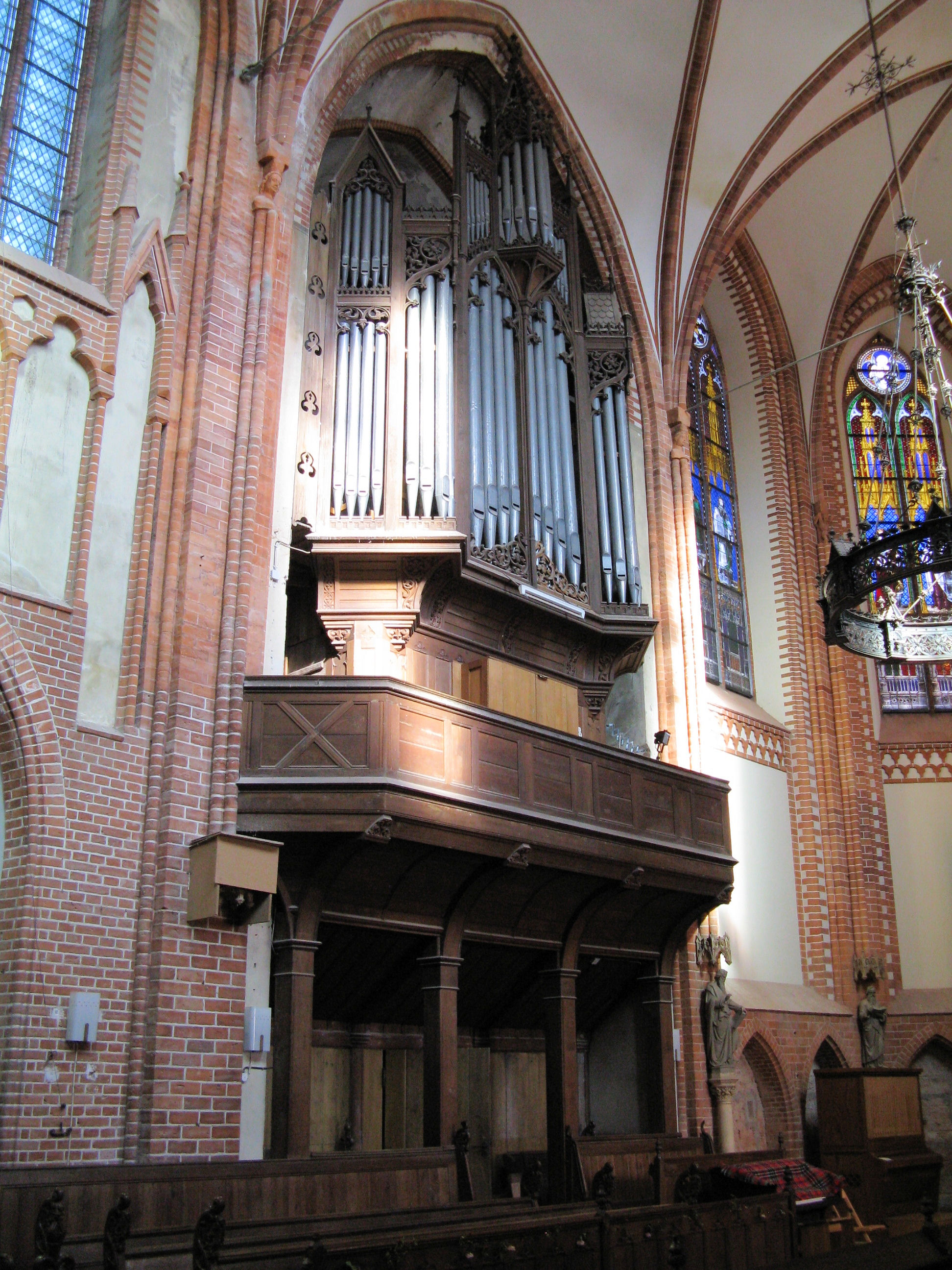
Vue de l'orgue
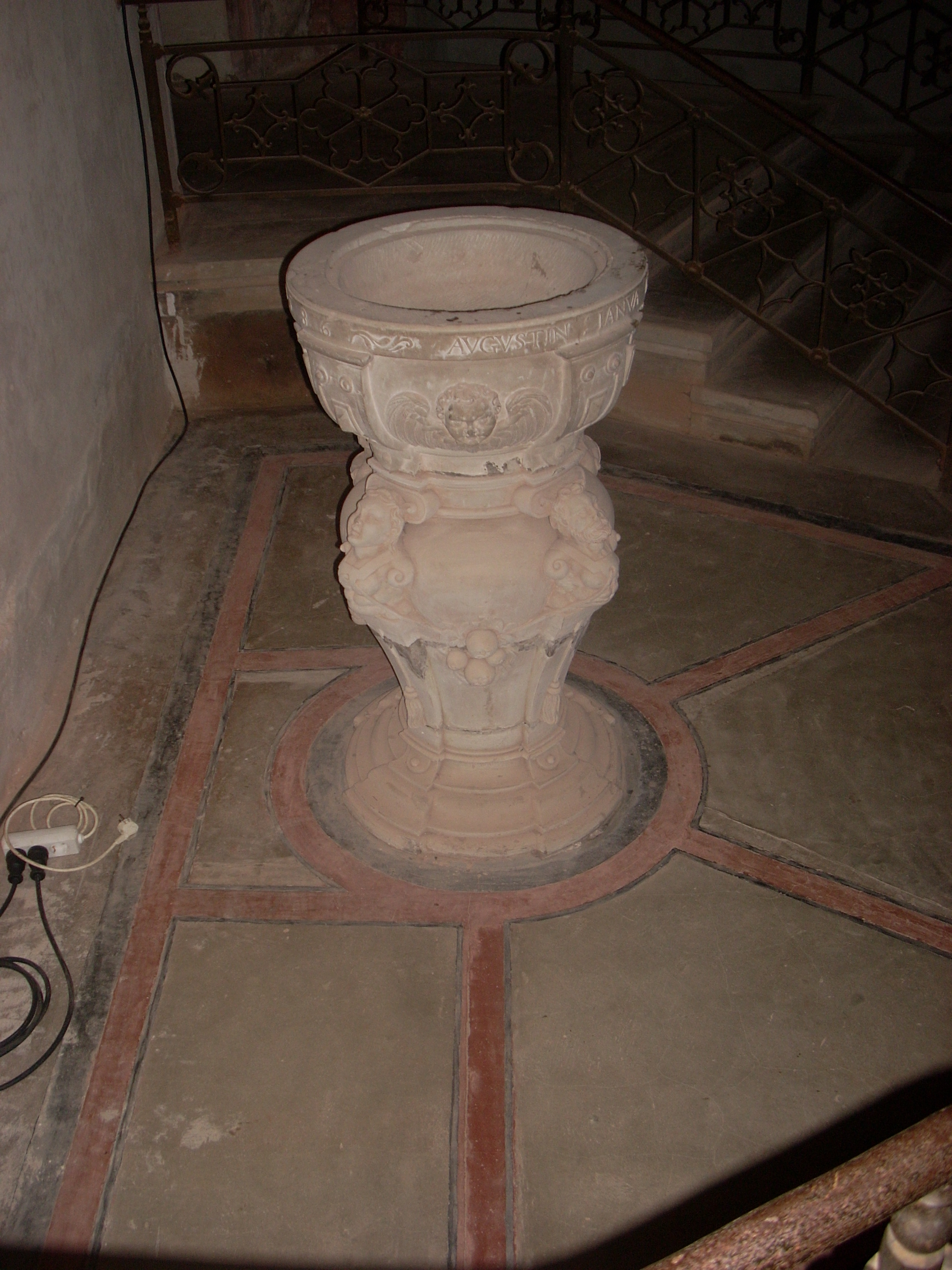
Les fonts baptismaux, sculptés par Philipp Brandin.